# Héry-sur-Alby
Héry-sur-Alby är en kommun i departementet Haute-Savoie i regionen Auvergne-Rhône-Alpes i sydöstra Frankrike. Kommunen ligger i kantonen Alby-sur-Chéran som tillhör arrondissementet Annecy. År 2022 hade Héry-sur-Alby 973 invånare.

## Befolkningsutveckling
Antalet invånare i kommunen Héry-sur-Alby
| Referens: INSEE |